# کوین هاچی
کوین هاچی (انگلیسی: Kevin Hatchi؛ زادهٔ ۶ اوت ۱۹۸۱) بازیکن فوتبال اهل فرانسه است.
از باشگاه‌هایی که در آن بازی کرده‌است می‌توان به باشگاه فوتبال اوسر، باشگاه فوتبال مونترال، باشگاه فوتبال سئول، و باشگاه فوتبال آسترا جورجو اشاره کرد.